# بنیاد بین‌المللی مولانا
بنیاد بین‌المللی مولانا، در سال ۱۴ مارس ۱۹۹۶ در کشور ترکیه توسط محمد باقر چلبی بیست و دومین نواده پسری مولانا طبق شجرنامه‌ای که فروزانفر و گولپینارلی منتشر کرده‌اند، راه اندازی شد و در۲۲ کشور جهان شعبه دارد و هریک از این شعبه‌ها در راستای اهداف بنیاد برنامه‌های مولانا پژوهی را پی می‌گیرند.
بیشتر اعضای این بنیاد تحصیلات آکادمیک مرتبط با مولانا پژوهی دارند و تعدادی ازاعضای هیئت دولت ترکیه نیز در بنیاد عضویت دارند تا برنامه‌های بنیاد را به اطلاع دولت ترکیه برساند و در صورت لزوم برای پیگیری برنامه‌های بنیاد حمایت خود را معطوف به بنیاد کنند.
فاروغ همدم چلبی هم‌اکنون ریاست فرقه مولویه و مدیر بنیاد بین‌الملی مولانا مسئولیت حفظ و نشر سنت خاندان سنتی و تاریخی چلبی را برعهده دارد و اسین چلبی هم‌اکنون قائم مقام بنیاد بین‌الملی مولانا است.

## اهداف و برنامه‌ها
- برنامه‌های این بنیاد اشاعه فرهنگ مولانایی در سراسر جهان است.
- به کوشش این بنیاد نامگذاری سال ۲۰۰۷ به نام مولانا از سوی یونسکو
- همکاری با میراث فرهنگی ترکیه و اتحادیه اروپا برای تعیین استانبول به عنوان پایتخت فرهنگی اروپا در سال ۲۰۱۰

## مولوی‌شناسی در ایران
براساس اسناد موجود در سال ۱۳۳۸ بنیادی به نام مولانا درایران به ثبت رسیده‌است که استاد فروزانفر و پروفسور محمود حسابی نیز از اعضای آن بوده‌اند ولی این بنیاد به فعالیت خود ادامه نداده‌است.
بنیاد بین‌الملی مولانا در ایران شعبه ندارد و قرار به تأسیس یک بنیاد مولوی پژوهی مستقل در ایران هست.
فروزنده اربابی تنها نماینده بنیاد بین‌المللی مولانا در ایران است.

## همکاری ایرانی‌ها و بنیاد
- سال ۱۳۸۷ بزرگداشت مولوی: کنسرت شهرام ناظری در قونیه
- سال ۱۳۸۸ بزرگداشت مولوی: کنسرت محمد رضا شجریان در قونیه
- فراهم کردن زمینه استفاده از نسخ خطی موجود در کتابخانه‌های ترکیه برای استادان ایرانی
- سخنرانی جمع زیادی از اساتید دانشگاه در ترکیه از جمله غلامحسین ابراهیمی دینانی، عبدالحمید ضیایی، رشید کاکاوند

## تالیف‌ها
- نیایش‌های مولانا (مجموعه دعاها و ذکرهایی که منقول است مولانا به آن متذکر بوده‌است) با مقدمه توفیق سبحانی، ترجمه مشترک بهاءالدین خرمشاهی و محمد جعفری